# 平岡忠次郎
平岡 忠次郎（ひらおか ちゅうじろう、1911年（明治44年）8月17日 - 1989年（平成元年）6月20日）は、日本の実業家、政治家。衆議院議員。

## 経歴
埼玉県入間郡元加治村（現:入間市）で、所沢町の織物問屋浜田屋の二男として生まれる。1936年、東京商科大学を卒業した。
その後、平岡洋行主、富士汽船社長、所沢産業社長などを務めた。
戦後すぐに日本社会党に入党。所沢市議会議員に就任。1952年10月、第25回衆議院議員総選挙で埼玉県第二区から出馬して当選。その後、第31回総選挙まで連続7回の当選を果たした。この間、世界連邦日本国会委員会事務局長、世界連邦国会議員世界協会常任理事、日本社会党埼玉県連合会長、同党政策審議会副会長、同財務委員会副委員長、同代議士会副会長、同国際団体部長、同政審会大蔵部長、同税制部長、同中央執行委員、社会文化会館建設副委員長兼事務局長、首都圏開発副委員長などを務めた。

## 栄典
1981年 - 勲二等旭日重光章受章